# Gouvernement Kariņš II
Pour les articles homonymes, voir gouvernement Kariņš.
République de Lettonie
Kariņš I Siliņa
Le gouvernement Kariņš II (en letton : Kariņa 2. Ministru kabinets) est le gouvernement de la république de Lettonie entre le 14 décembre 2022 et le 15 septembre 2023, sous la 14e législature de la Saeima.
Il est dirigé par le Premier ministre Arturs Krišjānis Kariņš, vainqueur à la majorité relative des élections législatives. Il repose sur une coalition de trois partis. Il succède au gouvernement Kariņš I et cède le pouvoir au gouvernement d'Evika Siliņa.

## Historique
Ce gouvernement est dirigé par le Premier ministre libéral-conservateur sortant, Arturs Krišjānis Kariņš. Il est constitué et soutenu par une coalition entre la Nouvelle Unité (JV), la Liste Unie (AS), et l'Alliance nationale (NA). Ensemble, ils disposent de 54 députés sur 100, soit 54 % des sièges de la Saeima.
Il est formé à la suite des élections législatives du 1er octobre 2022.
Il succède donc au gouvernement Kariņš I, constitué d'une coalition minoritaire entre la Nouvelle Unité, le Nouveau Parti conservateur (JKP), Développement/Pour ! (AP) et l'Alliance nationale.

### Formation
Au cours du scrutin, la Nouvelle Unité arrive en tête, tandis que la plupart des partis pro-russes sont éjectés de la Saeima ou échouent à y faire leur entrée.
Le 3 octobre, le président de la République, Egils Levits, autorise Arturs Krišjānis Kariņš à entamer des négociations de coalition. Le chef du gouvernement sortant indique une semaine plus tard au chef de l'État avoir échangé avec la Liste Unie, l'Alliance nationale et Les Progressistes, les deux premiers envisageant plutôt une alliance à trois avec Nouvelle Unité.
À l'issue d'un nouvel entretien avec Kariņš le 24 octobre, Levits annonce que sera formée une coalition à trois partis, réunissant la Nouvelle Unité, la Liste Unie et l'Alliance nationale, Les Progressistes ayant finalement refusé de faire leur entrée au gouvernement. Le pacte de coalition entre les trois formations est signé par leurs dirigeants le 3 novembre, et prévoit notamment la création d'un ministère du Climat et de l'Énergie. Le 22 novembre, Egils Levits annonce qu'il propose officiellement Arturs Krišjānis Kariņš comme candidat au poste de Premier ministre. La Saeima vote, neuf jours plus tard, la modification de la loi relative à la structure du gouvernement pour créer le ministère du Climat et de l'Énergie.
Le 5 décembre, l'Alliance nationale publie la liste de ses candidats aux postes ministériels lui étant réservés, suivie peu après par la Nouvelle Unité. La Liste Unie en fait de même dès le lendemain. Le vote de confiance intervient le 14 décembre 2022 : approuvé par 54 voix pour et 37 contre, le gouvernement entre en fonction le jour même.

### Succession
Arturs Krišjānis Kariņš annonce 14 août 2023 sa prochaine démission, évoquant des désaccords au sein de sa coalition en ciblant nommément la Liste Unie et l'Alliance nationale.  Il remet effectivement sa démission le 17 août et se voit chargé de la gestion des affaires courantes. Sept jours plus tard, le président de la République, Edgars Rinkēvičs, charge Evika Siliņa — désignée préalablement par Nouvelle Unité — de constituer le nouveau gouvernement.
Elle met alors sur pied une coalition avec l'Union des verts et des paysans (ZZS) et Les Progressistes (P). Son gouvernement de 14 ministres, dont Krišjānis Kariņš aux Affaires étrangères, obtient la confiance des députés le 15 septembre.

## Composition
- Par rapport au  gouvernement Kariņš I, les nouveaux ministres sont indiqués en gras, ceux ayant changé d'attributions le sont en italique.

| Portefeuille                                                              | Nom | Nom | Nom                                      | Parti     |
| ------------------------------------------------------------------------- | --- | --- | ---------------------------------------- | --------- |
| Premier ministre                                                          |     |     | Arturs Krišjānis Kariņš                  | JV        |
| Ministre de la Défense                                                    |     |     | Ināra Mūrniece                           | NA        |
| Ministre des Affaires étrangères                                          |     |     | Edgars Rinkēvičs (jusqu'au 08/07/2023)   | JV        |
| Ministre des Affaires étrangères                                          |     |     | Arturs Krišjānis Kariņš (par intérim)    | JV        |
| Ministre des Affaires économiques                                         |     |     | Ilze Indriksone                          | NA        |
| Ministre des Finances                                                     |     |     | Arvils Ašeradens                         | JV        |
| Ministre de l'Intérieur                                                   |     |     | Māris Kučinskis                          | AS        |
| Ministre de l'Éducation et de la Science                                  |     |     | Anda Čakša                               | JV        |
| Ministre du Climat et de l'Énergie                                        |     |     | Raimonds Čudars (à partir du 01/01/2023) | JV        |
| Ministre de la Culture                                                    |     |     | Nauris Puntulis                          | NA        |
| Ministre du Bien-être social                                              |     |     | Evika Siliņa                             | JV        |
| Ministre des Transports                                                   |     |     | Jānis Vitenbergs                         | NA        |
| Ministre de la Justice                                                    |     |     | Inese Lībiņa-Egnere                      | JV        |
| Ministre de la Santé                                                      |     |     | Līga Meņģelsone                          | Sans (AS) |
| Ministre de la Protection de l'environnement et du Développement régional |     |     | Māris Sprindžuks                         | AS        |
| Ministre de l'Agriculture                                                 |     |     | Didzis Šmits                             | AS        |